# キャメロン・ランカスター
キャメロン・ポール・ランカスター（Cameron Paul Lancaster, 1992年11月5日 - ）は、イングランド・ロンドン・カムデン区出身のサッカー選手。ポジションはフォワード(CF)。アメリカ・USL・ルイビル・シティFC所属。

## 経歴
トッテナム・ホットスパーFC時代、2011-12シーズンの2012年1月31日に行われたプレミアリーグのウィガン・アスレティックFC戦で78分にエマニュエル・アデバヨールに代わってトップチーム初出場を果たした。しかしスパーズのトップチームではこの1試合の出場のみにとどまった。
イングランドの下部リーグのチームを転々としたのち2015年にアメリカ2部相当のUSLのチーム、ルイビル・シティFCに加入した。ルイビルでは2018年シーズンに33試合に出場すると26ゴールを叩き出す獅子奮迅の活躍を見せ、得点王に輝き、チームのUSL連覇に貢献した。
2019年からは2020年からMLS参入が決まっているナッシュビルMLSに加入。ローン移籍という形で2019年シーズンはUSLに所属しているナッシュビルSCでプレーすることになった。

## 獲得タイトル
クラブタイトル
ルイビル・シティFC
- USLカップ:2回 (2017.2018)

個人タイトル
ルイビル・シティFC
- USL得点王:1回 (2018)